# Nick La Rocca
Dominic James La Rocca, detto Nick (New Orleans, 11 aprile 1889 – New Orleans, 22 febbraio 1961), è stato un musicista, compositore, arrangiatore e bandleader statunitense di origine italiana. Virtuoso cornettista, è considerato un pioniere del jazz classico, di cui fu uno dei primi interpreti in assoluto. La sua arte influenzò quella di artisti come Red Nichols, Bix Beiderbecke, Fletcher Henderson e Phil Napoleon.

## Biografia
Nacque da genitori siciliani. Il padre, Girolamo La Rocca, era di Salaparuta (TP); la madre, Vita De Nina, proveniva da Poggioreale (TP). Nel 1880 i La Rocca emigrarono a New Orleans, città che ospitava da tempo una grandissima percentuale d'immigrati siciliani provenienti soprattutto da Palermo e Trapani. Nick era figlio d'arte poiché il padre Girolamo era un bravo cornettista, ma aveva proibito al figlio di dedicarsi a tempo pieno alla musica. Solo dopo la morte del padre, avvenuta nel 1904, Nick appena quindicenne cominciò a dare libero sfogo alla propria passione.

### Carriera

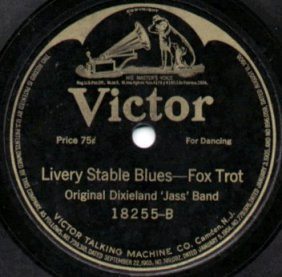
Etichetta del disco 78 giri contenente nel lato B Livery Stable Blues (Victor, 1917). Nel lato A fu registrato Dixieland Jass Band One-Step.

Nick suonò le sue prime composizioni davanti alla cassiera del teatro vicino a casa sua. Nel 1915 entrò a far parte del gruppo di Johnny Stein. L'anno seguente (1916) il gruppo si recò a Chicago, dove si esibì in più date allo Schiller's Café. A metà dell'anno tre musicisti lasciarono Stein e formarono un nuovo gruppo, l'Original Dixieland Jass Band. Tra essi vi era Nick La Rocca, che divenne il leader.
Nel 1917 il gruppo si recò a New York per effettuare delle registrazioni negli studi della Victor. Il 26 febbraio fu inciso il brano Livery Stable Blues ("il blues della scuderia dei cavalli"), che è considerato il primo disco di jazz. Nel 1918 Nick sostituì la parola jass in jazz nel nome della sua formazione, che divenne così il primo a farsi riconoscere con il nome jazz. L'Original Dixieland Jazz Band suonò in molte città degli Stati Uniti diffondendo lo stile di New Orleans in tutta la nazione. Molti sono i musicisti noti che suonarono nell'orchestra: da ricordare due chitarristi, Johnny Saint Cyr e l'italiano Michele Ortuso.
Tra i successi dell'Orchestra, oltre a Livery Stable Blues, vi furono molti altri brani, tra cui Dixieland Jass One Step (anch'esso pubblicato dalla RCA Victor), e la famosissima Tiger Rag che catturò milioni di ascoltatori e suscitò offerte di ingaggio da tutti gli USA.
Nel 1919 l'Original Dixieland Jazz Band si esibì al Savoy Hotel di Londra come orchestra ufficiale al ricevimento organizzato dalla Victor per festeggiare la firma del Trattato di Versailles. Il gruppo suonò davanti alla famiglia reale di Giorgio V che ne rimase estremamente affascinata. Nello stesso anno l'Original Dixieland Jazz Band incise 17 brani per la Columbia Records.
Nel 1920 La Rocca fece il suo rientro trionfale a New York dove continuò vivissimo il suo successo. Nel 1922 cominciò a manifestarsi un forte movimento contro il jazz: la classe dirigente accusava la nuova musica di generare comportamenti illegali come il consumo di alcol, la delinquenza e la prostituzione. Nick e la sua band decisero di trasferirsi ad Harlem, dove il jazz era più tollerato. Ma norme anti-jazz furono approvate nel 1925, anno in cui decise di sciogliere il gruppo.
Per ben 10 anni sospese ogni attività musicale. Nel 1936 decise di ritornare sulle scene, ma non riuscì ad emergere per cui nel 1938 decise di sciogliere la band definitivamente. Nello stesso anno, l'ormai cinquantenne Nick, che si considerava il creatore del jazz e il "Cristoforo Colombo della musica", conobbe Ruth, una giovane ragazza di 20 anni. I due si sposarono ed ebbero ben sei figli, tra i quali uno, James Dominik, continuò la carriera del padre.
Sofferente di cuore, Nick La Rocca morì a New Orleans nel 1961 all'età di 72 anni.

## Omaggi e onorificenze
- Nel 1992 a Salaparuta, la città dei genitori, ci fu un Nick LaRocca Memorial Day per festeggiare con un convegno di studi e un concerto della Sicilia Jazz Big Band il 75º anniversario dell'incisione del primo disco di jazz della storia da parte di La Rocca nel 1917.
- Nel 1991 Claudio Lo Cascio, primo e tuttora unico jazzista siciliano ad ottenere la cittadinanza onoraria di New Orleans, città definita La culla del jazz, scrisse un libro intitolato: Una Storia Del Jazz: Nick La Rocca. Decano dei jazzisti siciliani e notissima figura di pianista, compositore, arrangiatore e direttore d'orchestra, Lo Cascio dichiara esplicitamente sin dal titolo di voler affrontare e dibattere soltanto una piccola questione di quel confuso periodo in cui il jazz ebbe origine e cioè restituire la giusta dimensione artistica alla vicenda del cornettista Nick La Rocca, puntualizzando i suoi numerosissimi meriti con il corredo della minuziosa documentazione raccolta nei molti anni di richieste e studi, la maggior parte dei quali condotti sul campo, sia in Sicilia che negli USA.
- Nel 2010, il 16 luglio, nel corso della tradizionale rassegna di Umbria Jazz, Renzo Arbore presenta il documentario “Da Palermo a New Orleans, e fu subito Jazz”, che racconta come a Nick La Rocca sia attribuito il merito di essere stato un precursore del jazz.
- A partire dal 2002, ogni anno a settembre a San Giorgio a Cremano, si svolge il "Nick La Rocca Jazz Festival". La rassegna rivolge la sua attenzione alla musica jazz realizzata da musicisti italiani ed europei, inserendo nell'ambito di questa prospettiva il contributo e la partecipazione dei musicisti americani. Tutti gli spettacoli si tengono a Villa Bruno nell'arena Nino Taranto.